# Manuel Díaz
Manuel Dionysios Díaz Martínez (n. 8 aprilie 1874, La Habana, Imperiul Spaniol – d. 20 februarie 1929, Rochester, New York, SUA) a fost un scrimer cubanez specializat pe sabie, laureat cu aur la sabie individual și la floretă pe echipe la Jocurile Olimpice de vară din 1904.
Doar unsprezece trăgători din trei țări (Cuba, Germania și SUA) s-au prezentat la probele de scrimă din cadrul Jocurilor din 1904, care ele însene au avut parte de o participare foarte slabă. În timpul respectiv era Díaz un student la Universitatea Harvard. Proba de sabie individual s-a tras la sistemul grupelor cu meciuri în 7 tușe. Díaz a câștigat cele trei meciuri și s-a clasat pe locul întâi din cinci scrimeri, cucerind medalia de aur. Proba de floretă pe echipe, singura probă disputată pe echipe, a atras doar două loturi: Statele Unite și o echipă mixtă, care includea cubanezii Manuel Díaz și Ramón Fonst, și americanul Albertson Van Zo Post. Aceasta a trecut de Statele Unite, cucerind medalia de aur.